# Thioglycolzuur
Thioglycolzuur of mercaptoazijnzuur is een organische verbinding met als brutoformule C2H4O2S. De zuivere stof komt voor als een corrosieve kleurloze vloeistof met een indringende en onaangename geur, die matig oplosbaar is in water en enkele organische oplosmiddelen.

## Synthese
Thioglycolzuur kan bereid worden door de reactie van chloorazijnzuur met natriumwaterstofsulfide:
{\displaystyle {\ce {ClCH2COOH + NaSH -> HSCH2COOH + NaCl}}}

## Toepassingen
Het zuur wordt door kappers in de vorm van het ammoniumzout - ammoniumthioglycolaat - gebruikt bij permanenten. Het wordt ook gebruikt in ontharingsmiddelen, vooral in de vorm van het natrium- en/of calciumzout (natriumthioglycolaat resp. calciumthioglycolaat). Deze producten bevatten 1% tot 11% thioglycolzuur.

## Toxicologie en veiligheid
Thioglycolzuur is corrosief voor de ogen, de huid en de luchtwegen. Inademing van de damp kan longoedeem veroorzaken.
De grenswaarde voor beroepsmatige blootstelling aan thioglycolzuur (TLV) bedraagt 1 ppm (3,8 mg/m3), als tijdgewogen gemiddelde.